# Алексеевка (Семёнкинский сельсовет)
Алексе́евка (баш. Алексеевка) — деревня в Аургазинском районе Республики Башкортостан России. Входит в Семенкинский сельсовет. С 2005 современный статус.

## Название
Основана как хутор Алексеевский.
Название происходит от фамилии Алексеев. 

## География
Расстояние до:
- районного центра (Толбазы): 27 км,
- ближайшей ж/д станции (Стерлитамак): 44 км.

## История
Основана после 1917 как хутор Алексеевский  в 3 двора с 27 жителями на территории Миркитлинской волости.
Статус деревня, сельского населённого пункта, посёлок получил согласно Закону Республики Башкортостан от 20 июля 2005 года N 211-з «О внесении изменений в административно-территориальное устройство Республики Башкортостан в связи с образованием, объединением, упразднением и изменением статуса населенных пунктов, переносом административных центров», ст.1:

6. Изменить статус следующих населенных пунктов, установив тип поселения - деревня:
 
5)  в Аургазинском районе:…

б) поселка Алексеевка Турсагалинского сельсовета
До 2008 года входила в Турсагалинский сельсовет. После его упразднения деревня вошла в состав Семёнкинского сельсовета (Закон Республики Башкортостан от 19.11.2008 N 49-з «Об изменениях в административно-территориальном устройстве Республики Башкортостан в связи с объединением отдельных сельсоветов и передачей населённых пунктов»).

## Население
| 2002 | 2009 | 2010 |
| ---- | ---- | ---- |
| 37   | ↘23  | ↘16  |

Национальный состав
Согласно переписи 2002 года, преобладающая национальность — чуваши (100 %).